# Fontange
Fontange (fra fransk fontange, opkaldt efter hertuginden af Fontanges, Marie Angélique de Scorailles (1661–81), en af Ludvig 14.'s mange elskerinder) er kvindelig hovedpynt, bestående af en vifteformet, opstående kniplingsbesætning med båndsløjfer. Moden skal være opstået ved, at hertuginden på en ridetur sommeren 1680 fik sit hår uglet til og satte det op med et bånd. Kongen syntes så godt om resultatet, at han bad hende om at gå med håret opsat på den måde resten af dagen. Der findes flere versioner af historien: At de Scorailles tabte sin hat - at vinden skabet uorden i hendes frisure - og at en gren hang fast i hendes hår.
Fontange kom også på moden i Danmark, og kaldtes da "top" eller "sæt". I 1710 indførte Frederik 4. en skat på "disse toppe og sætter". Man skilte altså mellem dem, men hvad forskellen bestod i, er ikke mere klart. I Horsens blev der skattet for 8 fontanger, i Randers for 79 topper.
Efterhånden som fontangen strakte sig i højden, blev den sværere at bære med elegance. Ofte gled den ned til en af siderne. Hovedtøjet forårsagede så megen frustration, at det blev foreslået at få spæde pigers hoveder presset flade, så de nemmere fik hold på fontangen senere i livet. Intet tyder på, at idéen nogensinde blev ført ud i livet. I stedet forsvandt fontangen fra modebilledet tidligt i 1700-tallet.
Thomas Bartholin, der var overbevist om himmellegemernes indvirkning på og budskab til menneskene, rykkede ud, da der lige efter en komets tilsynekomst blev født en vanskabt dreng i Nyboder. Bartholin undersøgte den nyfødtes deformerede hoved og kunne fastslå, at det havde den samme form som de "fontanger, fruentimmerne prange med efter dagens mode". Det var den samme tanke om Guds signatur i skaberværket, der fik datidens læger til at mene, at valnødder - ud fra ligheden mellem en valnød og en hjerne - ville modvirke hovedpine.